# Министър на снабдяването и държавните резерви на България
Министърът на снабдяването и държавните резерви (МСДР) е член на правителството, т.е. на изпълнителната власт (кабинета). Избиран е от парламента или се назначава от държавния глава на Народна република България. Отговаря за съхранението, движението и използването на материалните ресурси в страната.

## Министри
Списъкът на министрите на снабдяването и държавните резерви е подреден по ред на правителство.
| правителство | име           | дати                            | партия | партия |
| ------------ | ------------- | ------------------------------- | ------ | ------ |
| 74           | Апостол Пашев | 27 декември 1968 – 9 юли 1971   | БКП    |        |
| 75           | Николай Жишев | 9 юли 1971 – 28 ноември 1976    | БКП    |        |
| 76           | Апостол Пашев | 28 ноември 1976 – 28 април 1978 | БКП    |        |
| 77           | Апостол Пашев | 28 април 1978 – 18 юни 1981     | БКП    |        |